# Bluff City (Kansas)
Bluff City – miasto w Stanach Zjednoczonych, w stanie Kansas, w hrabstwie Harper.